# Giacomo Moraglia

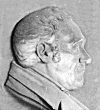
Porträt von Giacomo Moraglia

Giacomo Moraglia (* 7. Juli 1791 in Mailand; † 1. Februar 1860 ebenda) war ein italienischer Architekt des Klassizismus.

## Leben
Giacomo war Sohn des Schreiners Antonio. Er heiratete Maria Turpini. Er studierte Ornamentik und Architektur an der Accademia di Belle Arti di Brera bei Giocondo Albertolli, Carlo Amati und Giuseppe Zanoja (ab 1809); 1821 erhielt er seine Berufszulassung von der Kommission für Ornamentik, der er ab 1841 angehörte. Als Anhänger des Klassizismus war er ein sehr produktiver Architekt, der Hunderte von Bauten sowie Restaurierungsarbeiten an zahlreichen Gebäuden (drei Krankenhäuser, verschiedene Fabriken, etwa zwanzig Kirchen, Oratorien und Seminare, Schulen, Villen und Theater) realisierte.

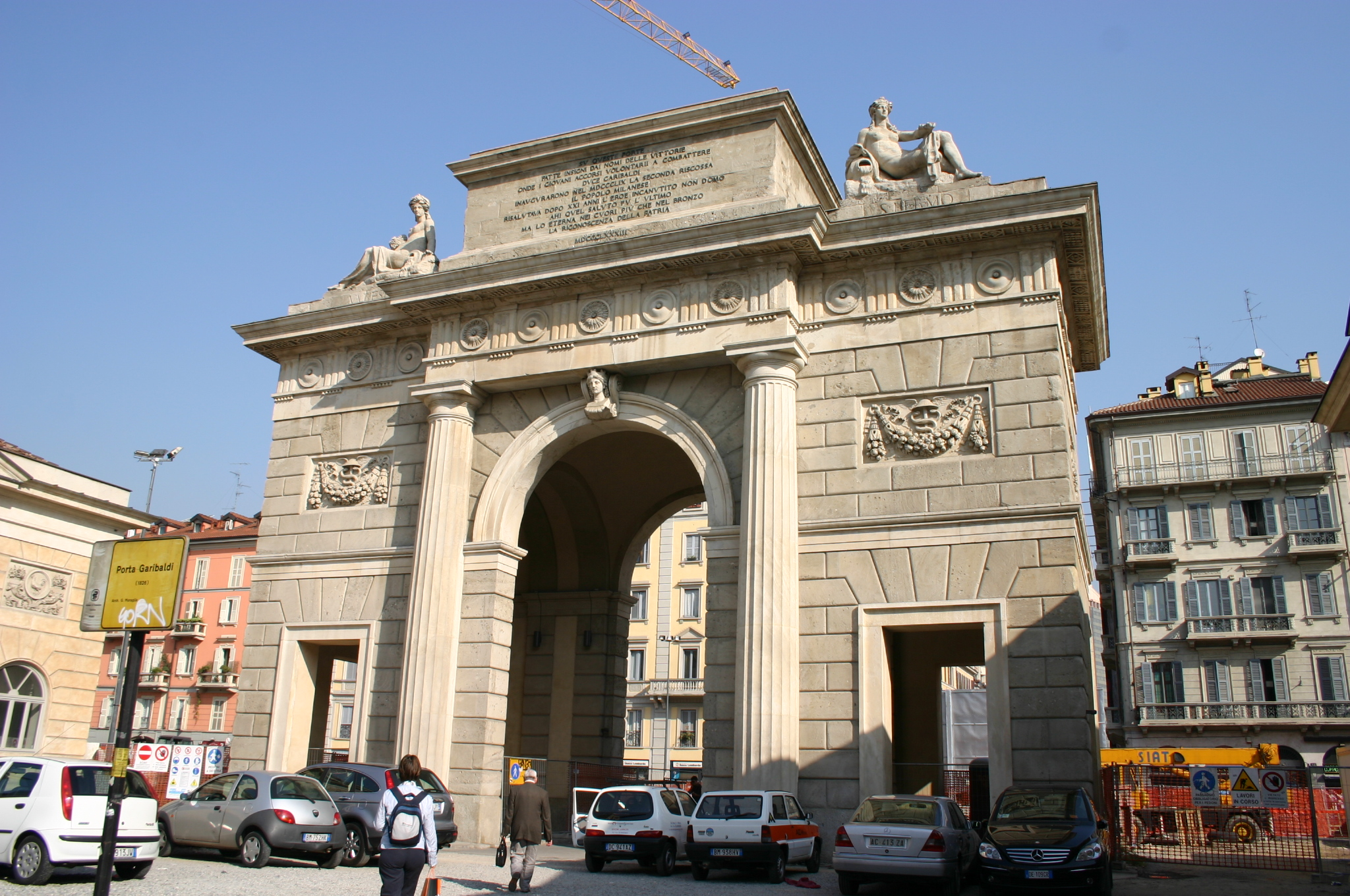
Giacomo Moraglia, Porta Garibaldi, Mailand 1823

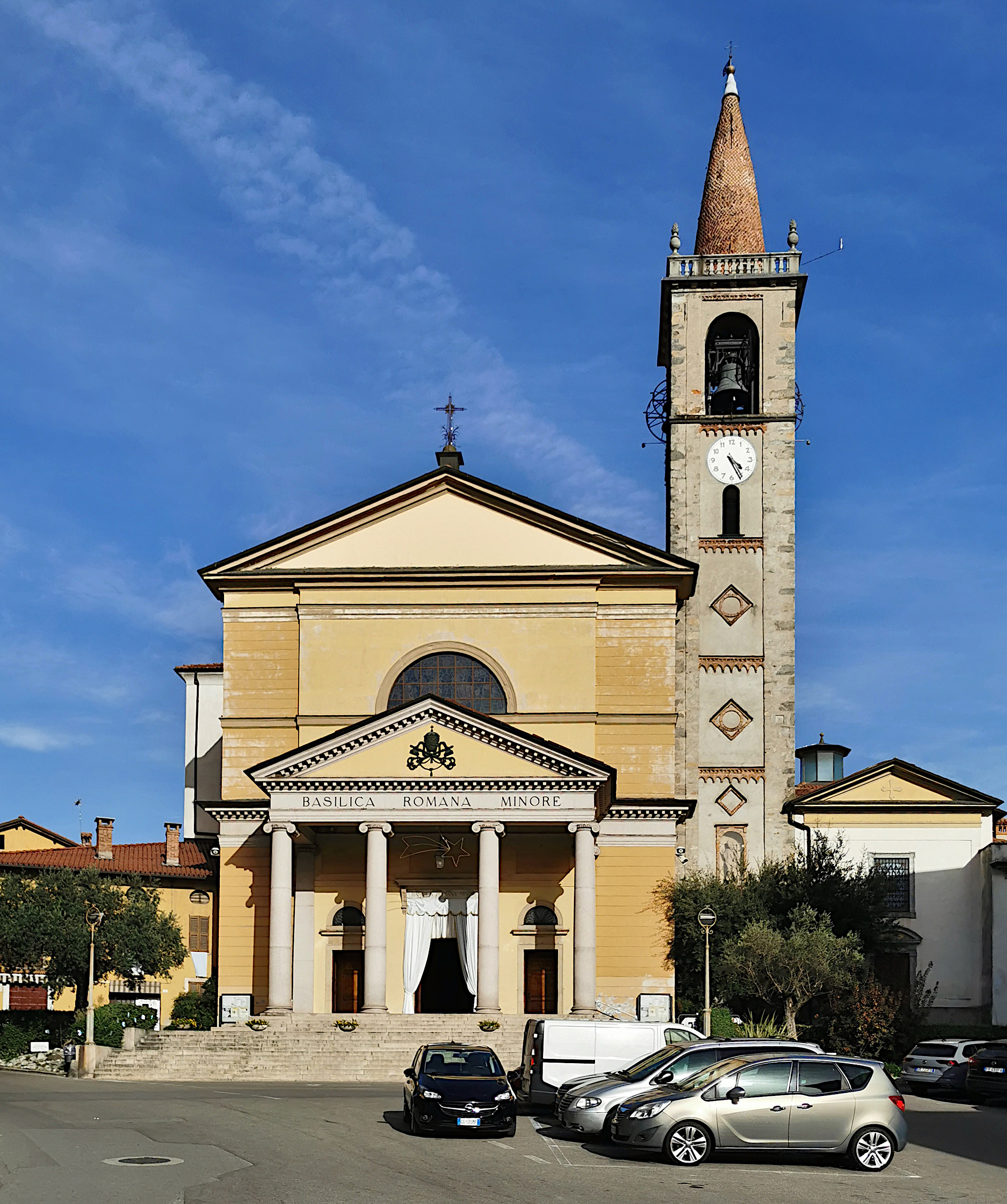
Architekt Giacomo Moraglia, Kirche San Vittore, Missaglia

In Mailand entwarf er den Bogen der Porta Comasina (heute Garibaldi, 1826) und zehn Jahre später die Mautstellen (1836); außerdem arbeitete er an der Restaurierung der Kirche Santa Maria della Visitazione. Von 1841 bis 1847 leitete er den Umbau des Palazzo Melzi alla Cavalchina, der heutigen Via Manin. Von ihm stammen die beiden ganzfigurigen Skulpturen, die in den Nischen an der Fassade der Kirche Santa Maria alla Porta in Mailand zu sehen sind. Er entwarf auch die Pfarrkirche Santa Giustina im Stadtteil Affori, die ab 1857 gebaut wurde. In Monza entwarf er die Kirche San Gerardo und vollendete das Erzbischöfliche Seminar; in Gorgonzola arbeitete er am Glockenturm der Kirche der Heiligen Gervasio und Protasio und am Bau des Krankenhauses Serbelloni.
Im Kanton Tessin realisierte er wichtige Bauten: in Lugano den Regierungspalast (1843–1844, seit 1890 Sitz des Rathauses), in Magadino die Villa Ghisler (1843–1844), die Kirche San Carlo (1844–1846) mit dem angrenzenden Gemeindehaus, dem heutigen Pfarrhaus (1846), und in Bellinzona das Teatro Sociale (1846–1847). Das vielleicht letzte seiner zahlreichen Projekte ist die Kirche von Monte Olimpino (1857), nördlich von Como. Moraglia war ein Vertreter des späten Klassizismus und Mitglied renommierter Akademien, u. a. derjenigen von Bologna und San Luca in Rom.
Er starb in seinem siebzigsten Lebensjahr am 1. Februar 1860 in Mailand und wurde im Cimitero di Porta Vercellina begraben, das heute nicht mehr existiert.